# Spanish Point, Bermuda
Spanish Point är en halvö i Bermuda (Storbritannien).   Den ligger i parishen Pembroke, i den västra delen av landet, 3 km väster om huvudstaden Hamilton.